# Vlag van Zoeterwoude

vlag van de gemeente Zoeterwoude

De vlag van Zoeterwoude is in 1968 vastgesteld als de gemeentelijke vlag van de  Zuid-Hollandse gemeente Zoeterwoude. De beschrijving luidt:
Een blauw veld met daarin opgenomen de klaverbladen uit het wapen in gele kleur.
De vlag werd ontworpen door de Hoge Raad van Adel en bestaat uit een blauwe achtergrond met drie gele klaverblaadjes waarvan de stelen naar boven zijn gekeerd. Op de gekruiste takjes na is de vlag gelijk aan het gemeentewapen.

## Verwante afbeeldingen

Wapen van Zoeterwoude

Alblasserdam
· Albrandswaard
· Alphen aan den Rijn
· Barendrecht
· Bodegraven-Reeuwijk
· Capelle aan den IJssel
· Delft
· Den Haag
· Dordrecht
· Goeree-Overflakkee
· Gorinchem
· Gouda
· Hardinxveld-Giessendam
· Hendrik-Ido-Ambacht
· Hillegom
· Hoeksche Waard
· Kaag en Braassem
· Katwijk
· Krimpen aan den IJssel
· Krimpenerwaard
· Lansingerland
· Leiden
· Leiderdorp
· Leidschendam-Voorburg
· Lisse
· Maassluis
· Midden-Delfland
· Molenlanden
· Nieuwkoop
· Nissewaard
· Noordwijk
· Oegstgeest
· Papendrecht
· Pijnacker-Nootdorp
· Ridderkerk
· Rijswijk
· Rotterdam
· Schiedam
· Sliedrecht
· Teylingen
· Vlaardingen
· Voorne aan Zee
· Voorschoten
· Waddinxveen
· Wassenaar
· Westland
· Zoetermeer
· Zoeterwoude
· Zuidplas
· Zwijndrecht